# 春ななみ
春ななみ（はる ななみ）は、日本のラジオパーソナリティ、ナレーター。

## 来歴・人物
愛知県春日井市出身。6歳からピアノを始め、作詞・作曲を手がけるシンガーソングライターとしても活動していたことがある。
立命館大学文学部卒業。身長168cm、血液型はO型。
TOEIC910点、色彩検定1級、ワインエキスパートなどの資格を持つ。無類の猫好き。学生時代にイギリス・カナダへの留学経験を持つ。

## 出演番組
- JUNGLE CAFE（FM-FUJI、日曜日16:00 - ）
- 好きやねん ジャズ（Fm yokohama、金曜日24:30 - )
- さあ、RUBATO!（FM-FUJI、土曜日22:30 - )
- さあ、CADENZARE!（FM-FUJI、土曜日22:30 - ）
- 公ちゃんの黄昏ドキはcello気分（FM-FUJI、日曜日18:30 - ）
- MUSIC WIRE（FM-FUJI、金曜日26:00 - ）
- Radio Cafe (ラジオ成田 水曜日）
- Morning View Narita (ラジオ成田 水曜日）

## 過去の出演番組
- 犬山やっとかめラジオ（愛知北エフエム放送）
- 大人のえ〜会話教室（愛知北エフエム放送、2010年4月 - 2011年9月）